# Consulado del Mar

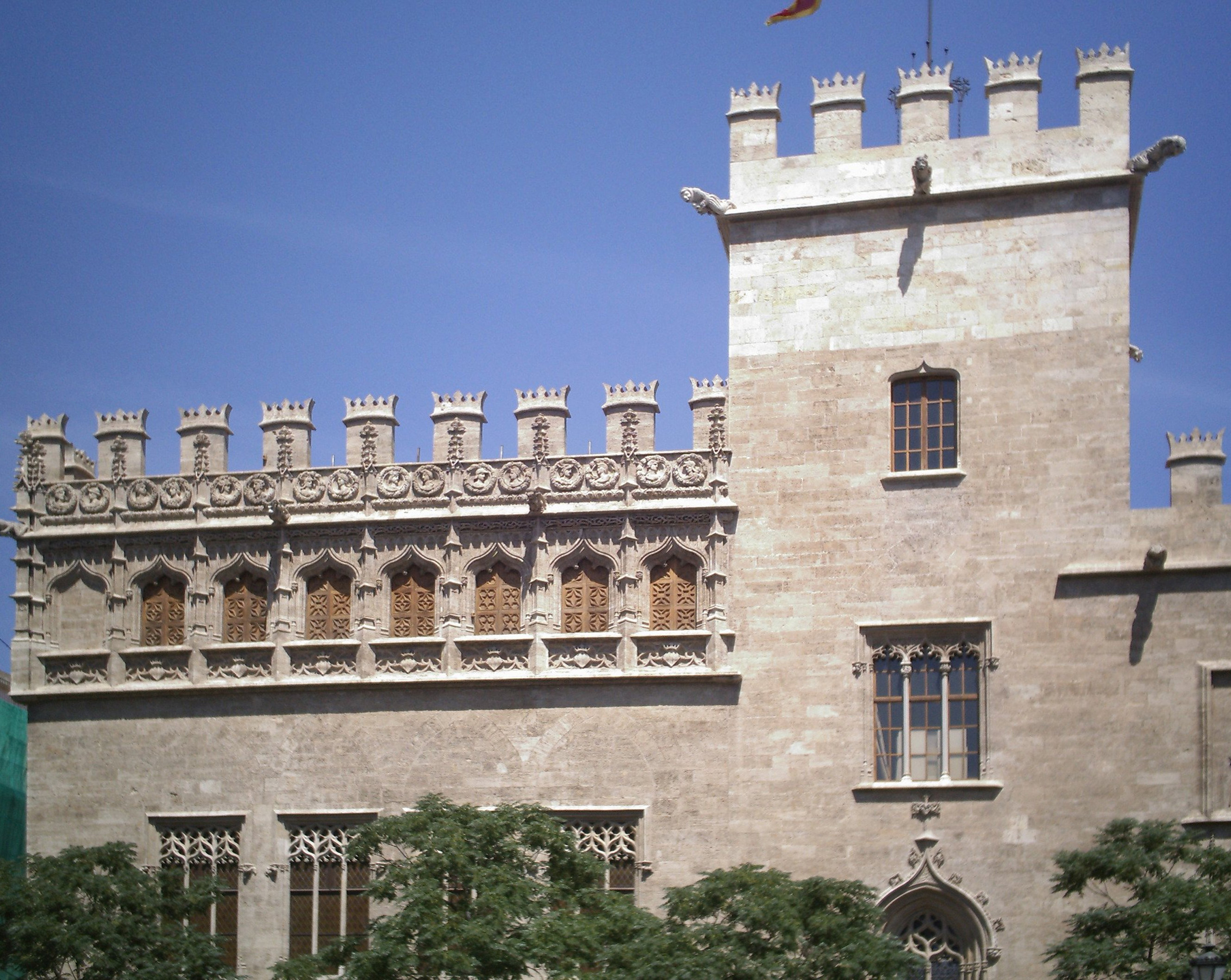
Lonja de la Seda, en Valencia, sede desde 1498.

Los Consulados del Mar era una institución jurídico-mercantil medieval formada por un Prior y varios Cónsules cuya jurisdicción era similar a los actuales tribunales mercantiles. El origen de la institución es mediterráneo, siendo el primero el de Trani (Italia), de 1063, extendiéndose la institución rápidamente a Pisa, Mesina, Chipre, Constantinopla, Venecia, Montpellier, Valencia (1283), Mallorca (1326), Barcelona (1347), Burgos (1494), Perpiñán y Malta (XVII d. C.). Actualmente existe un Consulado del mar de Barcelona que es parte de la Cámara de Comercio de Barcelona, cuya misión es arbitrar en conflictos de carácter mercantil:

Artículo 1. El Consulado de Mar

En las controversias y desavenencias de carácter mercantil surgidas entre empresarios, la Cámara Oficial de Comercio, Industria y Navegación de Barcelona ejerce las funciones arbitrales y de sistemas alternativos de resolución de conflictos por medio del Consulado de Mar.
Consolat de Mar

No se debe confundir, como hacen muchos autores, el Consulado del mar como institución, con la recopilación de normas, usos y costumbres del comercio marítimo conocida como Libro del Consulado del Mar.

## Antecedentes

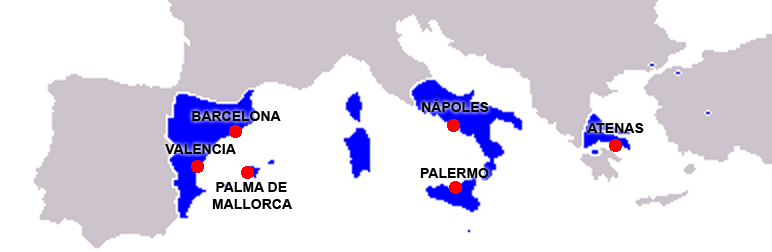
Dominios y puertos principales de la corona de Aragón en el Mediterráneo.

La secular tradición comercial y marítima de los reinos costeros de la Corona de Aragón impulsó una expansión hacia todos los rincones del Mediterráneo y más allá, llegando hasta el Atlántico (siglo X d. C.)[cita requerida]. Esta expansión dio como resultado una serie de rutas que partían del puerto de Barcelona hacia todos los puertos conocidos (siglo XIII d. C.. Aunque las rutas en varias, las cinco principales eran:
- La ruta del norte de África (Túnez, Argel, Trípoli) con el transporte de oro y esclavos.
- La ruta de las islas (Mallorca, Sicilia, Cerdeña...), con el transporte de sal y trigo.
- La ruta de Bizancio (hasta Constantinopla), con el transporte del algodón, especias y esclavos.
- La ruta de Ultramar (Chipre, Tiro, Damasco, Alejandría), era la gran ruta de las especias.
- La ruta de Occidente (hasta Brujas) desde donde se distribuían los productos orientales a toda Europa.

Esta actividades tan complejas y con tantos intereses comerciales, hicieron crecer a los órganos rectores de defensa y resolución de litigios, desde la agrupación de comerciantes y armadores para la defensa del puerto hasta el derecho de las mercancías, naves, rutas, puertos, sueldo de los marineros, seguros, naufragios.... con el añadido de asegurar el tránsito de las naves por las rutas comerciales, frecuentadas por piratas sarracenos o corsarios genoveses y venecianos.

## Sedes de los Consulados del Mar

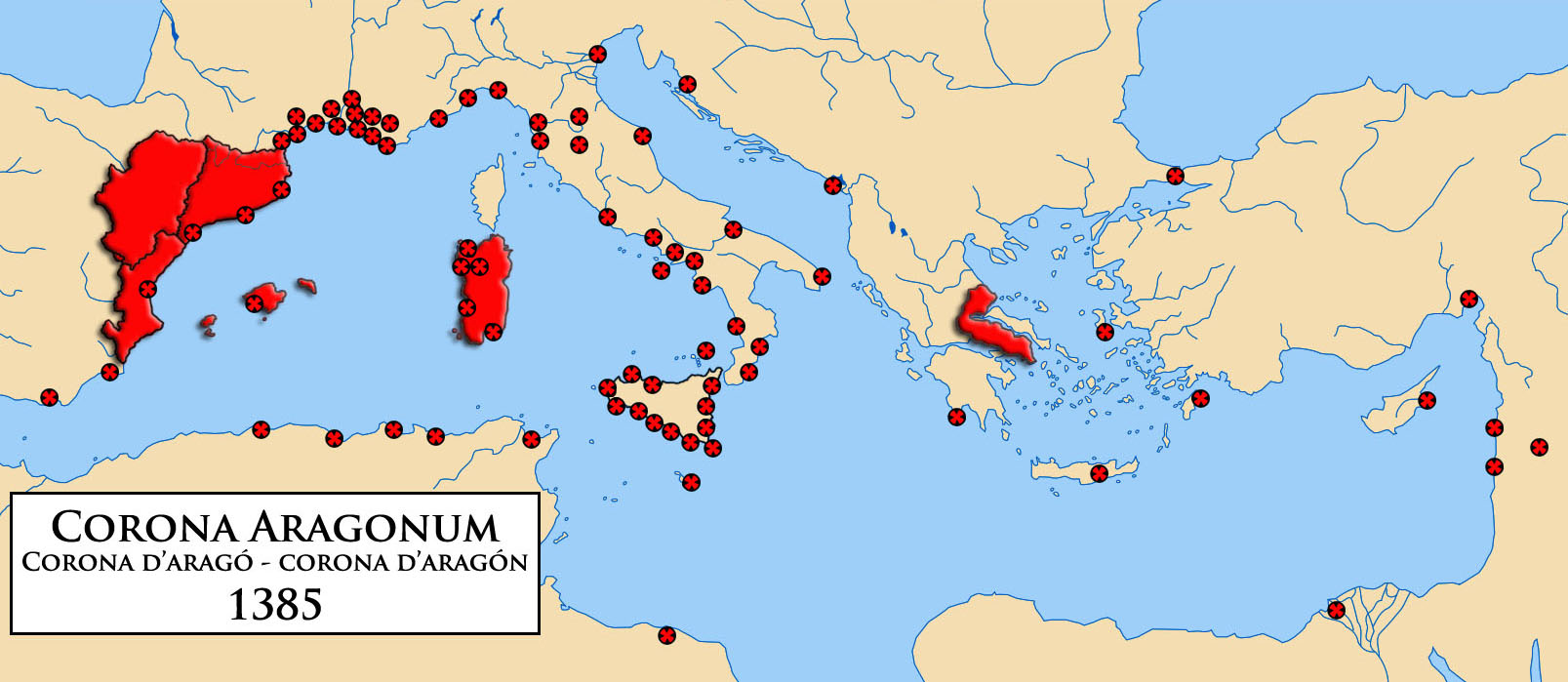
Expansión de la Corona de Aragón en el Mediterráneo y sus Consulados del Mar hacia 1385

El crecimiento de la actividad mercantil portuaria en la segunda mitad del siglo XIII d. C. hizo conveniente la creación de la institución del "Tribunal del Consolat de Mar", por privilegio de Pedro III de Aragón, y hacia 1258 se concede a los barceloneses los privilegios necesarios para dirimir los conflictos a través del nombramiento de dos cónsules. Este privilegio es concedido a la ciudad de Valencia en 1283, quien dispuso que se rigiese por las costumbres de mar que estaban vigentes en Barcelona. Y en 1348 se establece la normativa por la que se reorganiza la institución que funcionaba en Barcelona, bajo el modelo existente en Mallorca. Se cita el año 1348, debido a que en la documentación existente se señala la fecha en criterio "Anno Domini"
La creación de los consulados no coincide con la creación de los usos y costumbres por los que debían regirse. En el caso del Consulado de Mesina, se encargó a los cónsules el redactar los usos, mientras que en el de Valencia se les indicó utilizar las costumbres de mar que estaban ya en uso en Barcelona.
Pedro III se vio obligado en 1283 a conceder el Consulado a Valencia en un momento de debilidad política en que necesitaba la ayuda de los valencianos. En 1284 prohibió tanto establecer otros Consulados dentro de la Corona de Aragón como que se aplicasen sus privilegios fuera de la ciudad de Valencia.

### En la Corona de Aragón
- 1258 Pedro III da los provilegios a Barcelona para dirimir en los conflictos y ejercer la jurisdicción penal creando el Tribunal de la Carta Consular
- 1283 Pedro III autoriza la instalación del Consulado en Valencia.
- 1326 creación del consulado en Mallorca por el infante Felipe, tutor de Jaime III de Mallorca, confirmado en 1343 por Pedro el Ceremonioso
- 1347 Fundación del Consulado del Mar en Barcelona por Pedro el Ceremonioso.
- 1363 Fundación del Consulado del Mar en Tortosa.
- 1385 Fundación del Consulado del Mar en Gerona.
- 1387 Fundación del Consulado del Mar en Perpiñán por Juan I de Aragón.
- 1443 Fundación del Consulado del Mar en San Feliu de Guíxols.
- Fundación del Consulado del Mar en Tarragona.
- 1785 Fundación del Consulado del Mar de Alicante.

Los cónsules de Tortosa se llamaban procuradores, y los de Tarragona administradores.

### Organizaciones marítimas similares en la Corona de Castilla
- 1494 Fundación del Consulado de Burgos, con los comerciantes reunidos en la Universidad de Mercaderes de Burgos. Esta organización sustituye a la Hermandad de las Marismas fundada en 1296. Creada por las quejas sobre los privilegios de Barcelona y Valencia.
- 1543 Fundación del Consulado de Cargadores a Indias de Sevilla.[2]
- 1682 Fundación del Consulado de San Sebastián.[3]
- 1783 se crea el llamado Consulado de Mar y Tierra de la muy noble y muy leal ciudad de Santander
- 1785 Fundación del Consulado del Mar de Málaga.
- 1785 se crea el Real Consulado de La Coruña.

### En otras ciudades mediterráneas
- 1063 Consulado del Mar en Trani.
- Consulado del Mar en Pisa.
- 1128, Consulado del Mar en Mesina, concedido en 15 de mayo por Roger I de Sicilia tras la reconquista de la isla.
- Consulado del Mar en Chipre.
- Consulado del Mar en Constantinopla.
- Consulado del Mar en Venecia.
- Mediados del S. XII d. C. Roger I de Sicilia concede un consulado a Mesina, con la capacidad de escoger a dos cónsules entre los señores de naves y mercantes, dichos cónsules tienen poder para establecer capítulos sobre los usos de mar y la manera de regir el Consulado
- 1250 Consulado del Mar en Génova, se asocian cuatro cónsules de mar al tribunal civil
- 1280, Consulado del Mar en Venecia, tuvo un colegio en 1280 que fue derogado, y su sucesor Delli Sopra-Consoli tenía ordenanzas que databan de 1244 como mucho. No tuvo una institución permanente hasta principios del siglo XIV d. C. cuando se fundó el Delli Cinque Savi alla mercanzia'.
- 1448 El 23 de junio se crea el Tribunal de commerce en Niza con autoridad para resolver conflictos comerciales tanto terrestres como marítimos
- 1463 Fundación del Consulado del Mar en Montpellier.
- 1474 Fundación del Consulado del Mar en Marsella. [cita requerida]
- 1626 El 26 de marzo se crea el Consulat de la mer en Niza.
- Siglo XVII d. C. Consulado del Mar en Malta.

## Primer Consulado de la Corona en Valencia
En 1 de diciembre de 1283, Pedro III se vio obligado a conceder el Consulado a Valencia en un momento de debilidad política en que necesitaba la ayuda de los valencianos, dentro de otras muchas concesiones del Privilegium Magnum, diciendo vagamente "proust est in Barchinona fieri consuetum". Los valencianos pretendía contrarrestar las ambiciones políticas de los aragoneses, que habían pedido en un anexo de su Privilegio general que el Fuero de Aragón se aplicase libremente en los pueblos de Valencia. Cualquier villa que quisiese beneficiarse de los fueros valencianos tenía que aceptar las condiciones impuestas en el Privilegium Magnum.
El 5 de enero de 1348, en Barcelona, Pedro III especificó mejor el privilegio a fin de atar todos los cabos que habían quedado sueltos. Concedió derechos específicos a los cónsules y prohombres de Valencia, indicando que podían construir una barraca para guardar los aparejos navales, formar un gremio y hacer todo lo que fuese de provecho para el rey, la ciudad y los hombres de mar de Valencia, entre otras cosas. Otro privilegio, otorgado a otras ciudades valencianas en al misma fecha, decía que estos derechos se aplicaban sólo a la ciudad de Valencia y no se podía extender a otras corporaciones o regiones, y prohibía el establecimiento de otros Consulados de Mar en la Corona de Aragón. Sólo quedó suelto el asunto de las apelaciones, que fue solucionado en Albarracín en 9 de diciembre de 1284, dictando que cada año, al escoger los cónsules, el rey o el procurador real escogerían un juez de apelación que se ocuparía de todos los asuntos del Consulado.
Alfonso el Benigno cerró los últimos cabos sueltos. Quedaba un problema de que se podía apelar por la justicia ordinaria el veredicto del juez de apelación; Alfonso prohibió en 23 de enero de 1332 estas apelaciones, haciendo que el veredicto del juez del Consolat fuese definitivo e inapelable. Esta prohibición iba contra los fueros, pero no fue apelada en su momento, y quedó así. El mismo rey ordenó en 21 de diciembre de 1334 que los cónsules debían ejercer personalmente el cargo y no podían nombrar lugartenientes que hiciesen el trabajo en lugar suyo.

## Compilaciones

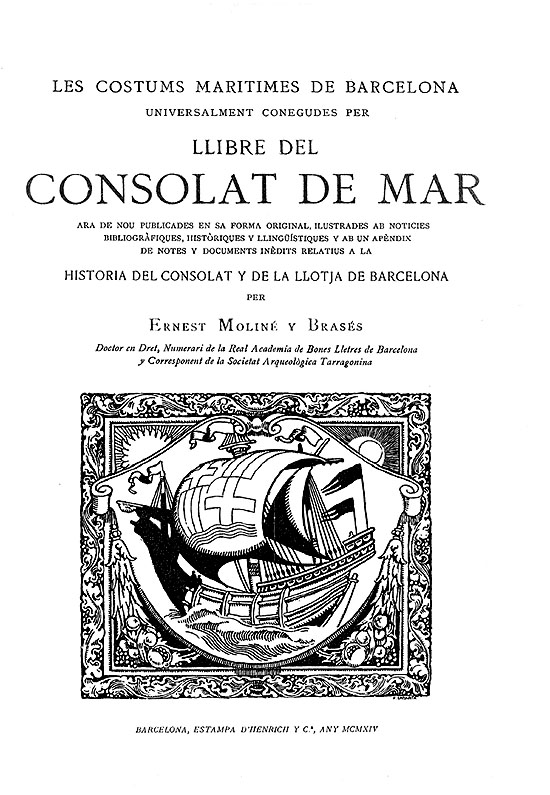
Edición de 1914 del Libro del Consulado del Mar, editado por Ernest Moliné y Brasés.

## Supresión

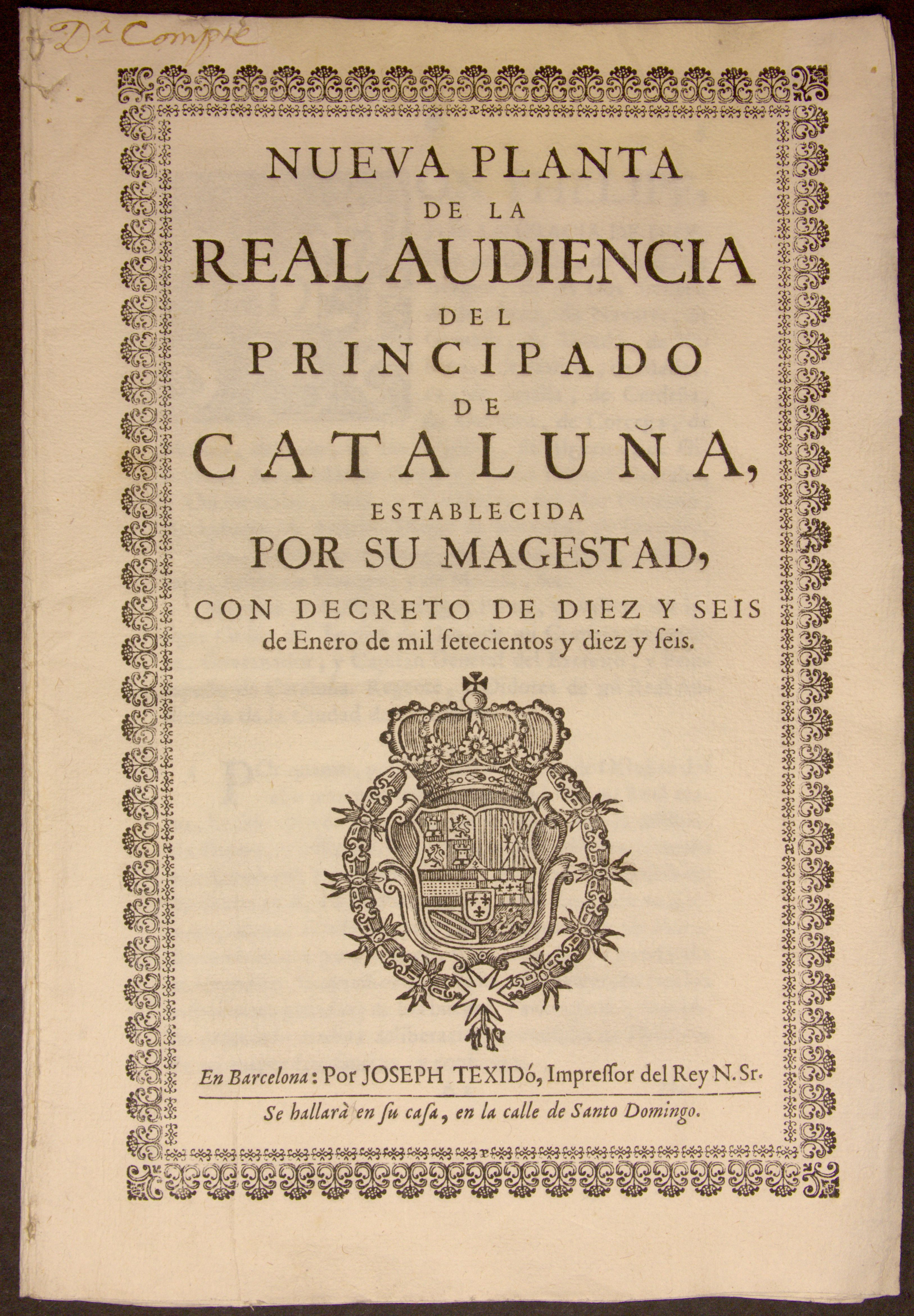
El Decreto de Nueva Planta, prohibió los usos catalanes en la administración de justicia y de gobierno de Cataluña